# Cliff Richard
Cliff Richard OBE (nacido como Harry Rodger Webb; Lucknow, Provincias Unidas de Agra y Oudh, Raj británico, 14 de octubre de 1940) es un cantante, músico, productor, actor y filántropo británico. 
Considerado uno de los artistas ingleses más importantes en su país desde la segunda mitad del siglo XX en adelante. Richard ha vendido más de 250 millones de discos en todo el mundo. Tiene ventas totales de más de 21 millones de sencillos en el Reino Unido. Es el tercer artista más vendido en la historia de la lista de sencillos del Reino Unido, detrás de los Beatles y Elvis Presley y el primer músico en ser investido sir.

## Inicios
Fue uno de los fundadores de The Shadows, originalmente The Drifters. Por sugerencia de un mánager, quién pensó que sería bueno llevar el nombre de alguien al frente, cambiaron el nombre a Cliff Richard and the Drifters y posteriormente a Cliff Richard and the Shadows.
El grupo consiguió un contrato y grabó su primer disco en los estudios Abbey Road en 1958. Les dieron un tema bastante flojo llamado Schoolboy Crush, pero les permitieron grabar un tema propio para la cara B. El elegido fue Move It!, escrito por Ian "Sammy" Samwell, que era miembro del grupo por aquel entonces. Hay bastantes historias sobre porqué la cara A fue remplazada por la cara B. Una dice que su productor, Norrie Paramor, le puso el disco a su hija, y ella alucinó con la cara B en lugar de la A. Otra posible razón para el cambio fue que el influyente productor de televisión Jack Good, quién tomó el número para su programa de TV Oh Boy!, dijo que la canción que tenían que cantar en su programa tenía que ser Move It!. Finalmente, el sencillo fue cambiado y alcanzó el número 2 en las listas de éxitos.
Los componentes de la banda cambiaron con los siguientes sencillos, aunque nunca se consideró realmente un nuevo grupo. Con frecuencia, se dice de manera errónea, que The Drifters/Shadows era una banda de acompañamiento que tocaba ocasionalmente con Cliff. La realidad es que fue simplemente un cambio gradual en los componentes, que finalmente dejó a Cliff como el único miembro original del grupo. Conforme Jet Harris, Tony Meehan, Hank Marvin y Bruce Welch fueron emergiendo en el grupo, se fueron sucediendo algunos acontecimientos afortunados para la banda y para el mundo. La música Pop podía haber cambiado totalmente si ciertos incidentes no hubiesen ocurrido, especialmente en un único día en el Soho. Ese día, el mánager de Cliff, John Foster, estaba buscando un nuevo guitarrista. Acudió al club '2 I's, un lugar de reunión conocido para músicos.
El hombre que estaba buscando era Tony Sheridan, un conocido de The Drifters, y que más adelante grabó en Hamburgo con The Beatles de acompañantes. Tony no estaba allí cuando llegó Foster, y Foster tenía mucha prisa y no podía esperar mucho. Entonces le hablaron a Foster de un brillante guitarrista, y así fue como Foster conoció a Hank Marvin. Hank le dijo que formaba conjunto con Bruce Welch, así que Foster incorporó dos nuevos miembros a The Drifters ese día.
Tony Meehan y Jet Harris dejaron el grupo a fines de 1961 e inicios de 1962, respectivamente, y tocaron juntos con éxito en las listas. Un componente del grupo de Tony y Jet era John Paul Jones, más tarde miembro de Led Zeppelin, y Jimmy Page también grabó con ellos.
Un grave accidente paralizó el éxito de Jet, aunque más tarde resurgió con Jeff Beck (Yardbirds), Ron Wood (Rolling Stones), y Rod Stewart formando The Faces; sin embargo, este grupo no duró mucho. 
El último miembro en integrarse a The Shadows de manera definitiva fue Brian Bennett en batería.

## Los años 60
En el periodo entre 1958 y 1963, Cliff Richard y the Shadows se mantuvieron como el grupo más importante en Gran Bretaña. Estuvieron de gira en los Estados Unidos, y con frecuencia le robaban el protagonismo al grupo estadounidense al que acompañaban. El problema fue que la compañía discográfica no puso suficiente empeño en la distribución de los álbumes, y se perdieron muchas oportunidades. Ocurrió lo mismo con sus apariciones en el Ed Sullivan Show (que era responsable de gran parte del éxito de The Beatles, pero no ayudó mucho a Cliff y the Shadows). Cliff y the Shadows cambiaron el modo de hacer las cosas en las discográficas británicas, e hicieron ver a EMI la importancia y la fuerza del rock'n'roll. Gracias a ellos, Parlophone en su búsqueda de otros Shadows, acabó contratando a The Beatles.
Cliff y the Shadows aparecieron en una serie de películas, destacando The Young Ones, Summer Holiday, Wonderful Life y Finders Keepers. Su mejor papel como protagonista, tuvo lugar en la película de finales de los 60 Two a Penny, en la que Cliff interpretaba a un joven que se ve envuelto en un asunto de drogas mientras se cuestiona su vida por un cambio de comportamiento de su novia. Representó dos veces a Reino Unido en el Festival de la Canción de Eurovisión, las dos veces sin ganar, aunque su primer intento, Congratulations (1968), fue un rotundo éxito en Gran Bretaña y parte de Europa, y se ha convertido en un clásico que todavía se canta en determinadas celebraciones. Fue derrotado en el Royal Albert Hall de Londres por la española Massiel, con La, la, la. En una segunda ocasión concurrió al concurso en 1973 con la canción Power to all our friends, quedando en la 3.ª posición por detrás, de nuevo, de España con Mocedades y el célebre Eres tú.
Cliff grabó en algunas ocasiones sin the Shadows, principalmente para probar otros estilos, y esto contribuyó a extender la errónea visión de que Cliff se había separado, y que the Shadows simplemente ponían música a sus canciones. Pero a decir verdad, muchas de las canciones interpretadas por Cliff y the Shadows eran realmente temas escritos por the Shadows y Cliff.
En 1960, the Shadows (aunque ya habían grabado previamente sin Cliff como the Drifters) lanzaron 'Apache', lo que supuso el nacimiento del rock instrumental británico. Una vez más, a pesar de que la gente reclamó la distinción entre Cliff y the Shadows, seguía siendo Cliff y the Shadows, ya que Cliff participó en la grabación, aunque no quiso que apareciese su nombre. El disco supuso un nuevo camino para los Shadows en solitario, y pronto se convirtieron en el grupo instrumental más grande de todos los tiempos.
A lo largo de los 60, Cliff se mantuvo en la cima, sin embargo no tuvo los privilegios que tenían los nuevos grupos de editar música y colocarla directamente en los Estados Unidos. The Beatles se habían convertido en un fenómeno gracias a la acogida del público estadounidense, y eso a su vez les abrió el camino a través del Atlántico.

## Su conversión al cristianismo
Otro aspecto importante de la vida de Cliff, fue su conversión al cristianismo en 1966. Mostrarse públicamente como nuevo cristiano, fue una decisión que afectó su carrera de diversas formas. Primero de todo, Richard creyó que debía apartarse del rock'n'roll, ya que pensó que no podía seguir siendo el roquero al que habían definido como 'obsceno exhibicionista', 'demasiado sexy para la televisión', o un 'peligro para las hijas'. Aunque su imagen se había hecho más dócil gracias a sus papeles en el cine, o a su correcto dialogar en la radio, todavía aparecía en los escenarios. Por eso, intentó cambiar de profesión, llegando a ejercer de maestro, pero amigos cristianos le dijeron que no tenía que renunciar a su carrera por el hecho de haberse convertido. Poco después, Cliff reapareció con algunos grupos cristianos y grabó algún material nuevo de carácter religioso. También grabó canciones con los Shadows, algunas de las cuales introdujeron nuevas técnicas revolucionarias de grabación que influyeron a The Beatles y otros grupos, pero la mayor parte de su tiempo lo dedicó al trabajo cristiano y caritativo como miembro de la organización Tear Fund, viajando como misionero a Bangladés, Kenia, Haití y Brasil entre otros lugares. 
Conforme fue pasando el tiempo, equilibró su vida privada y su trabajo, lo que le permitió mantenerse como uno de los artistas más exitosos y queridos de toda Inglaterra y a la vez, como un cristiano ejemplar.
En 2005 es invitado por la Iglesia católica a cantar en el encuentro mundial de jóvenes celebrado en Colonia, Alemania. Es miembro de la Iglesia de Inglaterra

## Cliff y The Shadows se separan

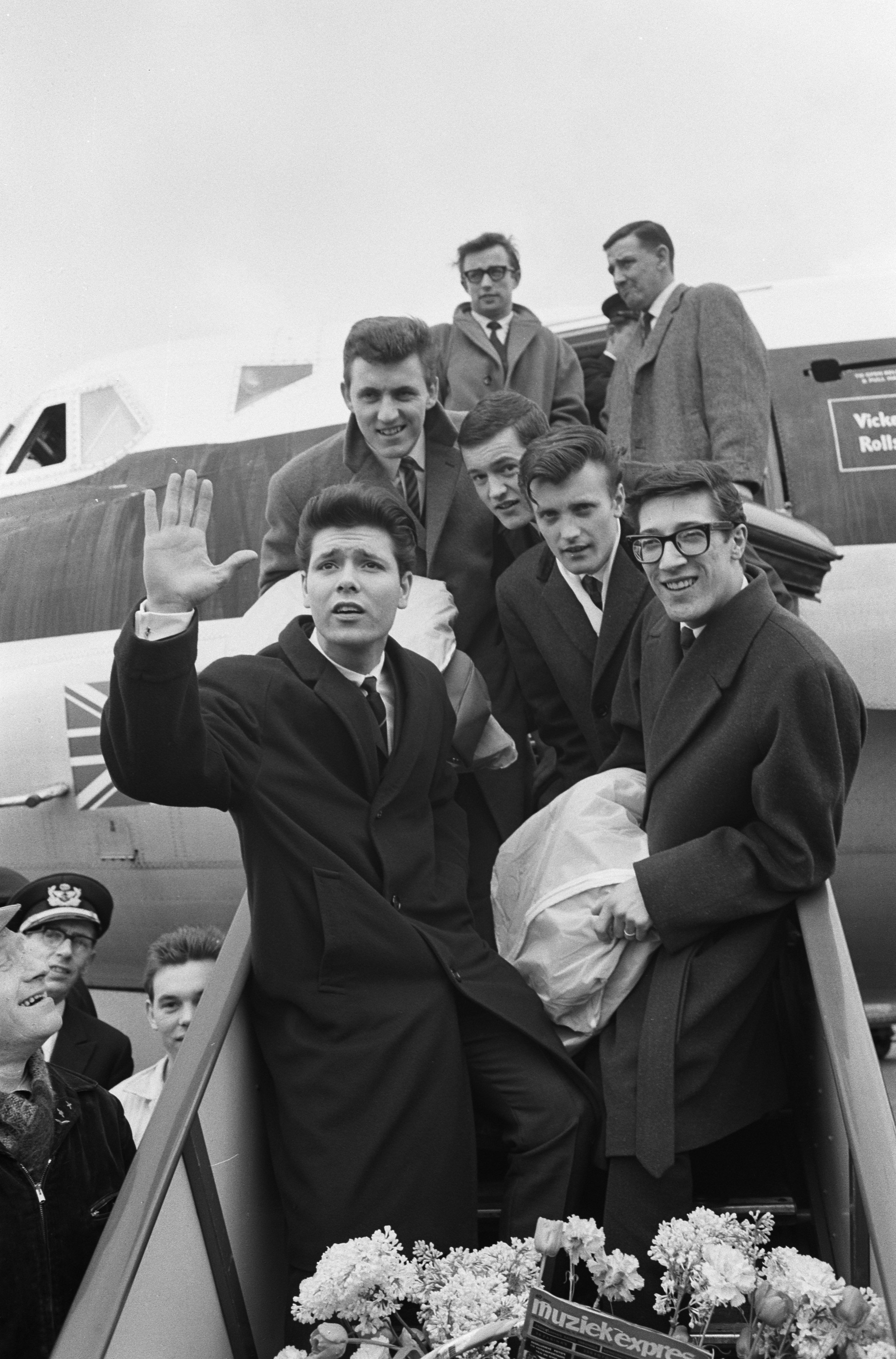
Cliff Richard con The Shadows aterrizan en el aeropuerto de Schiphol, Amsterdam (1962)

Tras la separación de The Shadows en 1968, Richard tuvo que grabar sin su conjunto. Cliff ya estaba acostumbrado a no tener a los Shadows en sus sesiones de grabación, y podía trabajar en cualquier estudio. Aunque muchos fanes, como John Lennon, se habían lamentado a principios de los 60 de que Cliff hubiese probado canciones que no estaban exactamente en el área del rock'n'roll, ese proceso de ir grabando con los Shadows como "grupo de rock", y otras veces cantar con otros músicos, sin duda es al menos en parte responsable de que Cliff se haya convertido en lo que es. Se ha convertido en un artista que no ha sido encasillado en un único patrón, sino que ha sido un roquero salvaje, un cantante de baladas, un cantante de rock duro, que incluso encontró natural cambiar a ritmos de baile. Curiosamente, aquellos que al principio eran escépticos con respecto a sus movimientos hacia otros tipos de música, más adelante cambiaron sus pensamientos e hicieron lo mismo con sus propios discos.
Más adelante, los Shadows se reagruparon (y nuevamente se separaron), y grabaron en solitario, aunque se juntaron con Cliff en 1978, 1984, 1989, 1990 y 2009 para algunos conciertos.

## Resurgimiento (años 70 y 80)
A lo largo de los 70, Cliff se involucró fuertemente en el mundo de la televisión, con programas como It's Cliff Richard, en muchos de los cuales también participó Hank Marvin. La televisión hizo ver a Cliff como un personaje popular, y no solamente como un cantante. Estaba en casa de todos, y entretenía a toda la familia, y aunque aún grababa con bastante éxito, Cliff y el ex Shadow Bruce Welch decidieron volver a convertirlo en un artista "rock". Esta colaboración produjo el álbum I'm Nearly Famous de 1976, punto de referencia en la discogrfía de Cliff, que dio lugar al clásico del rock acústico Devil Woman y el pegadizo Miss You Nights. Por ese entonces, y por invitación del Gobierno Ruso, visita Moscú y Leningrado como parte de la gira "I´m Nearly Famous", transformándose así, en el primer cantante de rock occidental, en visitar un país del orbe comunista. Toca ante un total de 90.000 personas
Así, las cosas no solamente los fanes estaban emocionados de que el hombre que había iniciado y liderado el rock británico volviese con fuerza, también una multitud de grandes nombres de la música lo estaban. Gente como Jimmy Page, Eric Clapton, y Elton John empezaron a dejarse ver con eslóganes de I'm Nearly Famous en su ropa, orgullosos de que su ídolo retornase al rock duro en el que comenzó su carrera. 
En el mercado aparecieron una serie de nuevos discos, y en 1979 alcanzó el número uno con We Don't Talk Anymore que sigue siendo su sencillo más exitoso. Un verdadero resurgimiento de Cliff estaba sucediendo. En los años siguientes y durante los 80, Cliff fue la mayor estrella del pop en el país con éxitos como Dreamin, A Little In Love, Suddenly, Wired For Sound, y se convirtió en un imán para otros grandes de la música. En unos pocos años, había trabajado con artistas como Elton John, Mark Knopfler, Stevie Wonder, Phil Everly, Freddie Mercury, Janet Jackson y Van Morrison, por nombrar unos pocos. También trabajó con Olivia Newton-John. En 1985 participó en el proyecto benéfico Live Aid y en 1986 tomó el rol protagónico del Musical Time de gran éxito en Inglaterra con un total de 700.000 espectadores. Para finalizar la década, llenó el estadio de Wembley dos noches seguidas con un masivo concierto titulado The Event al que asistieron 144,000 personas.
Durante los últimos años de los 80 Cliff llegó a tener éxito sin precedente en su ya larga carrera en cuanto a sus álbumes y conciertos. En 1987, Always Guaranteed llegó a ser el álbum de canciones originales más exitoso de su carrera y en 1988 Private Collection, una colección de sus éxitos de los 80, se volvió el álbum más exitoso de toda su carrera y el segundo más vendido del año en el Reino Unido donde se vendieron más de 1,2 millones de discos. El año siguiente se lanzó el álbum Stronger que también logró ser uno de sus discos más vendidos. Asimismo, tuvo éxito con sencillos como Some People (#3 en 1987), Mistletoe and Wine (#1 en 1988), The Best of Me (#2 en 1989), I Just Don’t Have The Heart (#3 en 1989, producido por Stock Aitken & Waterman) y Saviour’s Day (#1 en 1990). 
El video The Event logra ubicarse en la posición #3 de las listas Británicas en 1990.
En junio de 1990 Cliff Richard & The Shadows se reúnen por última vez y toman parte del multitudinario concierto benéfico, junto con otras importantes bandas Británicas en Knebworth Park con una asistencia de 120,000 personas. El concierto es transmitido por MTV, Radio Virgin y BBC Radio One, entre otras.
En noviembre de 1990, se empezó el tour From A Distance que rompió los récords de más conciertos llenos en Wembley Arena, Londres (18 noches y 216,000 boletos vendidos) y el NEC, Birmingham (12 noches y más de 145,000 boletos vendidos). En total, más de 420,000 personas asistieron ese tour en el Reino Unido. Su próximo tour, Access All Áreas, en 1992 es su más exitoso hasta la fecha en cuanto a su asistencia con ventas de más de 480,000 boletos en el Reino Unido. Su próximo álbum, The Album, entró en la lista de éxitos como su séptimo álbum número 1 en la misma semana en que el video de los conciertos Access All Áreas ocupaba el primer lugar en la lista de videos de música más vendidos, confirmando el estatus de Cliff como uno de los cantantes más populares en el Reino Unido aún después de 35 años.

## 1995:SirCliff y Heathcliff
El año 1995 representó uno de los más importantes en la vida personal y profesional de Cliff Richard. El 25 de octubre de ese año fue nombrado Sir Cliff Richard por sus contribuciones de tiempo y dinero a causas benéficas en muchas partes del mundo. De esta manera, Cliff Richard se transforma en el primer artista de la música popular británica en recibir tal nombramiento.
En noviembre de 1995 lanzó el disco Songs From Heathcliff que llegó al número 15 en la lista de éxitos en el Reino Unido y representaba el inicio del cumplimiento de un sueño que había tenido por muchos años de interpretar Heathcliff, el protagonista de la novela Cumbres Borrascosas de Emily Bronte. El año siguiente, la obra de teatro Heathcliff empezó una gira del Reino Unido en el NIA, Birmingham. Aunque las notas críticas eran casi uniformemente malas, la obra era muy taquillera y se vendieron casi 500 000 boletos antes de que se concluyera su gira en el Labatts Apollo, Londres en mayo de 1997.

## Su trayectoria desde 1998
En 1998 Sir Cliff celebró sus 40 años en el mundo del espectáculo con una gira de Australia y Nueva Zelanda con su antigua amiga Olivia Newton-John como artista invitada y una serie de conciertos en el Royal Albert Hall en Londres con un total de 85.000 espectadores. 
En octubre de ese año lanzó un nuevo álbum, Real As I Wanna Be, que, a pesar de llegar al número 10 en la lista de éxitos en el Reino Unido, vendió poco más de 100,000 copias en el país lo que fue considerado decepcionante. Su contrato con el sello discográfico EMI se venció el año siguiente y después de más de 40 años con la empresa no fue renovado. No obstante, después de la negativa de EMI de lanzar su nuevo sencillo The Millennium Prayer en noviembre de 1999, lo lanzó a través de un sello discográfico independiente, Papillon, y logró llegar por la 14.ª vez al número uno donde quedó por tres semanas, vendiendo más de 1 millón de copias. Sir Cliff donó todos sus regalías a la organización caritativa Children's Promise.
Después de tomar en el año 2000 por primera vez desde 1958 un año de vacaciones sin obligaciones profesionales, Sir Cliff siguió grabando álbumes nuevos para sellos discográficos como Papillon y Decca. Aunque los discos, Wanted (2001) y Something’s Going On (2004), lograron ventas suficientes para entrar en las listas de más vendidos y cada uno vendió más de 100,000 discos en el Reino Unido (Wanted vendió más de 200,000), Sir Cliff expresó frustración por la falta de respuesta por parte de la radio a sus nuevos álbumes, ya que existe un veto en varias radioemisoras a tocar los discos de Cliff Richard, lo que ha sido causa de mucha controversia. Un ejemplo de ello, ocurrió en 1998 cuando el Dj Chris Evans de BBC Radio Virgin, odernó retirar todos los discos de Cliff Richard y quemarlos. 13 000 fanáticos se reunieron en las puertas de la estación a modo de protesta.
En 2004 Something's Going On, recibió notas críticas generalmente buenas y produjo tres sencillos que entraron al top 20 en el Reino Unido pero el álbum no vendió mucho más que había venido Real As I Wanna Be en el Reino Unido ni vendió bien en Europa. No obstante, empezando con el disco Cliff At Christmas (2003), Sir Cliff y EMI han lanzado una serie de álbumes que combinan los viejos éxitos de Cliff con nuevas versiones de éxitos de otros cantantes como Two’s Company: The Duets (2006), cuyo sencillo Move It alcanzó el número 2 del ranking Británico y Love: The Album (2007) que le han dado un nuevo formato exitoso para vender discos al público. 
En septiembre de 2008 para celebrar el quincuagésimo aniversario de su primer sencillo, Sir Cliff lanzó un nuevo sencillo, Thank You For A Lifetime, que alcanzó el número 3 en el Reino Unido.
En agosto de 2018 Sir Cliff anuncia el lanzamiento de un nuevo álbum, titulado Rise Up, el cual contiene nuevo material y cuyo primer sencillo homónimo, editado en formato vinilo, llega al número 1 de las listas inglesas en octubre de 2018.
En 2022 lanza Christmas with Cliff , álbum que alcanza el puesto número 2 en los charts británicos.
Hasta el momento ha vendido más de 250 millones de álbumes en todo el mundo.

## Vida personal

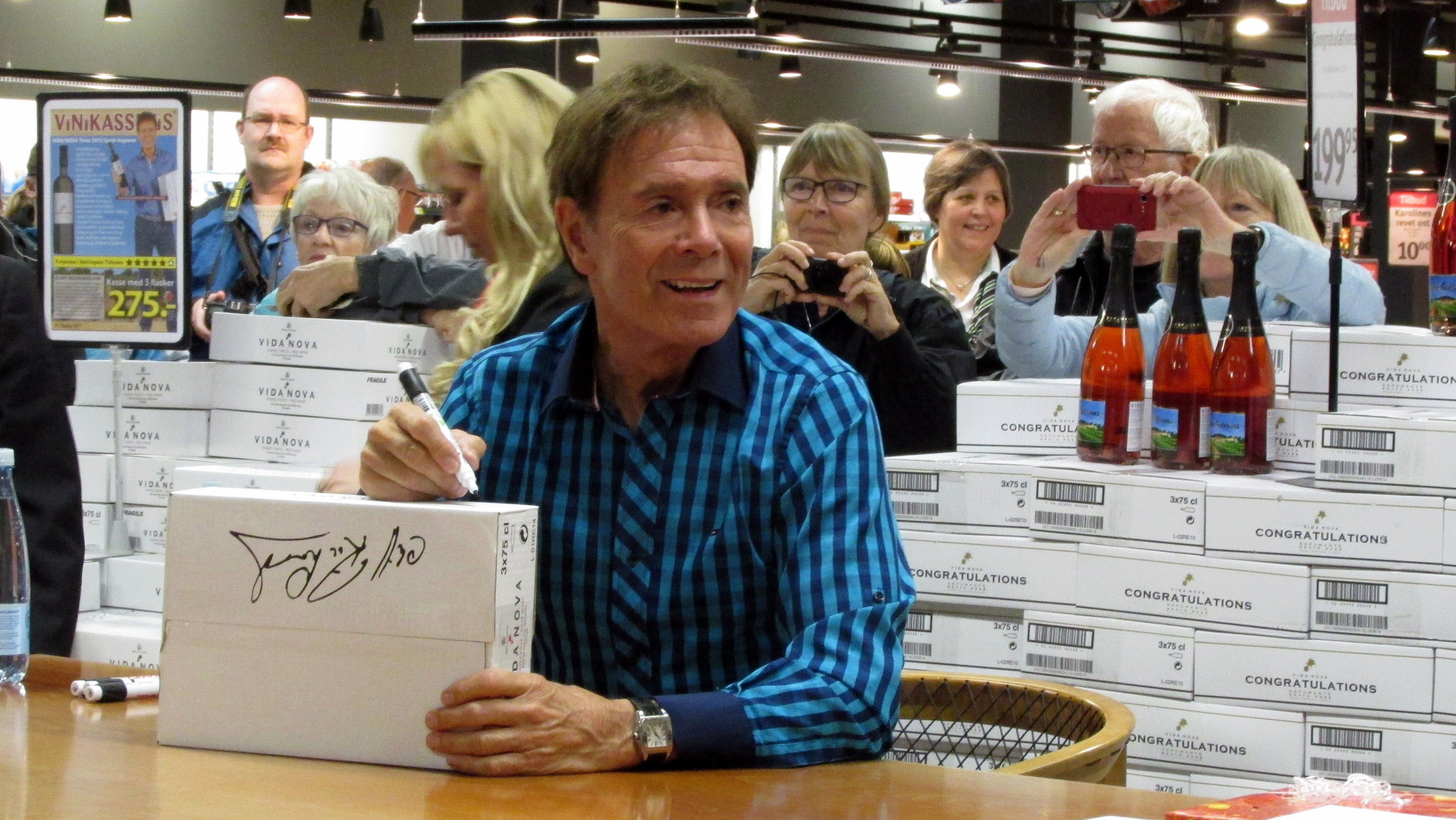
Cliff Richard promocionando su vino (Dinamarca, 2015)

En 1959 sostuvo un tortuoso romance con Carol Costa, exmujer del bajista de The Shadows, Jet Harris. Según muchos, Costa habría sido el gran amor de Cliff Richard. En 1964 estuvo a punto de casarse con la bailarina Jacquie Irving, En 1974, desmintió el rumor de que le había pedido la mano a su amiga Olivia Newton-John. También fue origen de mucho cotilleo su relación con Sue Barker en 1981, estrella del tenis y presentadora deportiva de la BBC, pero decepcionaron a los que esperaban que se casase. Se ha cuestionado la sexualidad de Richard, quien vive con un exsacerdote católico y mánager, pero siempre ha negado los rumores haciendo énfasis en que, además de todo, es algo que no preocupa a sus seguidores.
En 1991 inicia The Cliff Richard Tenis Fundation, la cual se encarga de financiar y difundir el tenis en niños a través de toda Inglaterra. Hoy es presidente de proyectos benéficos-religiosos como Tear Fund, fundación que ayuda a las áreas más pobres y vulnerables de América y África. También es miembro de la fundación Roy Castle, de ayuda a las personas con cáncer de pulmón y patrocinador de la sociedad contra el Alzheimer. Reside en dos exclusivas residencias, una en Portugal y otra en la isla de Barbados.
Cuando se le preguntó en 2013 si se arrepentía de no formar una familia, Richard dijo: "Mis tres hermanas tienen hijos y ha sido maravilloso verlos crecer, casarse y comenzar familias por sí mismos. Me he asegurado de siempre jugar un papel en sus vidas. Por lo que, mientras pienso que habría sido un buen padre, me he entregado a mi familia y no lo haría de otra forma. Mi "libertad" me permite continuar mi carrera. Si me hubiese casado, con hijos, no sería capaz de hacer lo que hago ahora."
En 2014 Richard es interrogado por la policía de South Yorkshire "de manera voluntaria" con relación a la supuesta implicación del artista en un caso de abusos sexuales a un menor en 1985. En 2016 la fiscalía británica decide no tomar acciones contra Richard por carencia de pruebas. Posteriormente, tanto la BBC como la policía de South Yorkshire piden disculpas públicas al cantante por haber difundido prematuramente el caso, sin que haya mediado formulación de cargos y juicio posterior alguno. En julio de 2016 Cliff Richard decide iniciar acciones legales contra la BBC y la policía de South Yorkshire, ganando el caso.

## Sencillos
- 1958

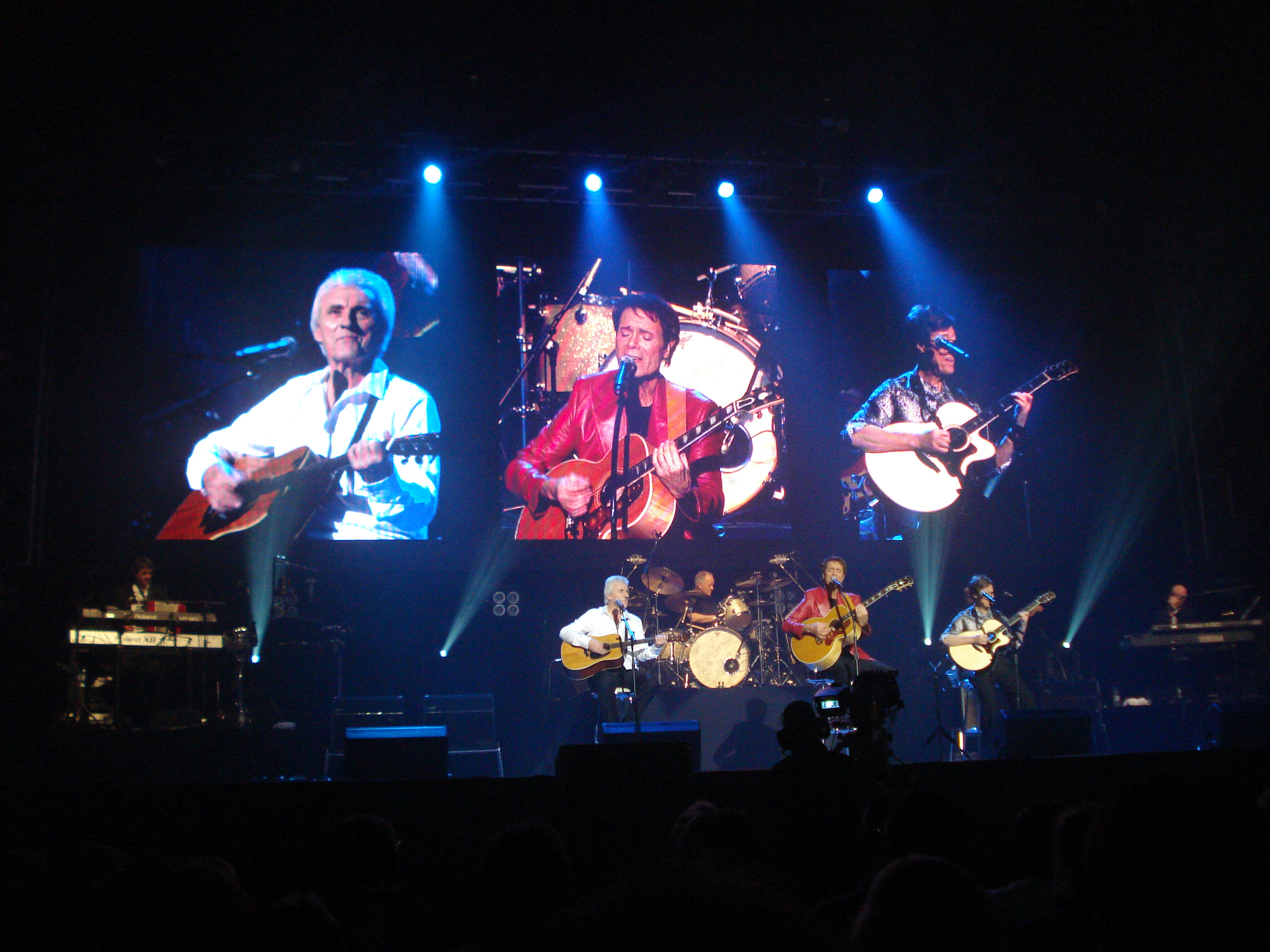
Cliff Richard and The Shadows Brussels 2009

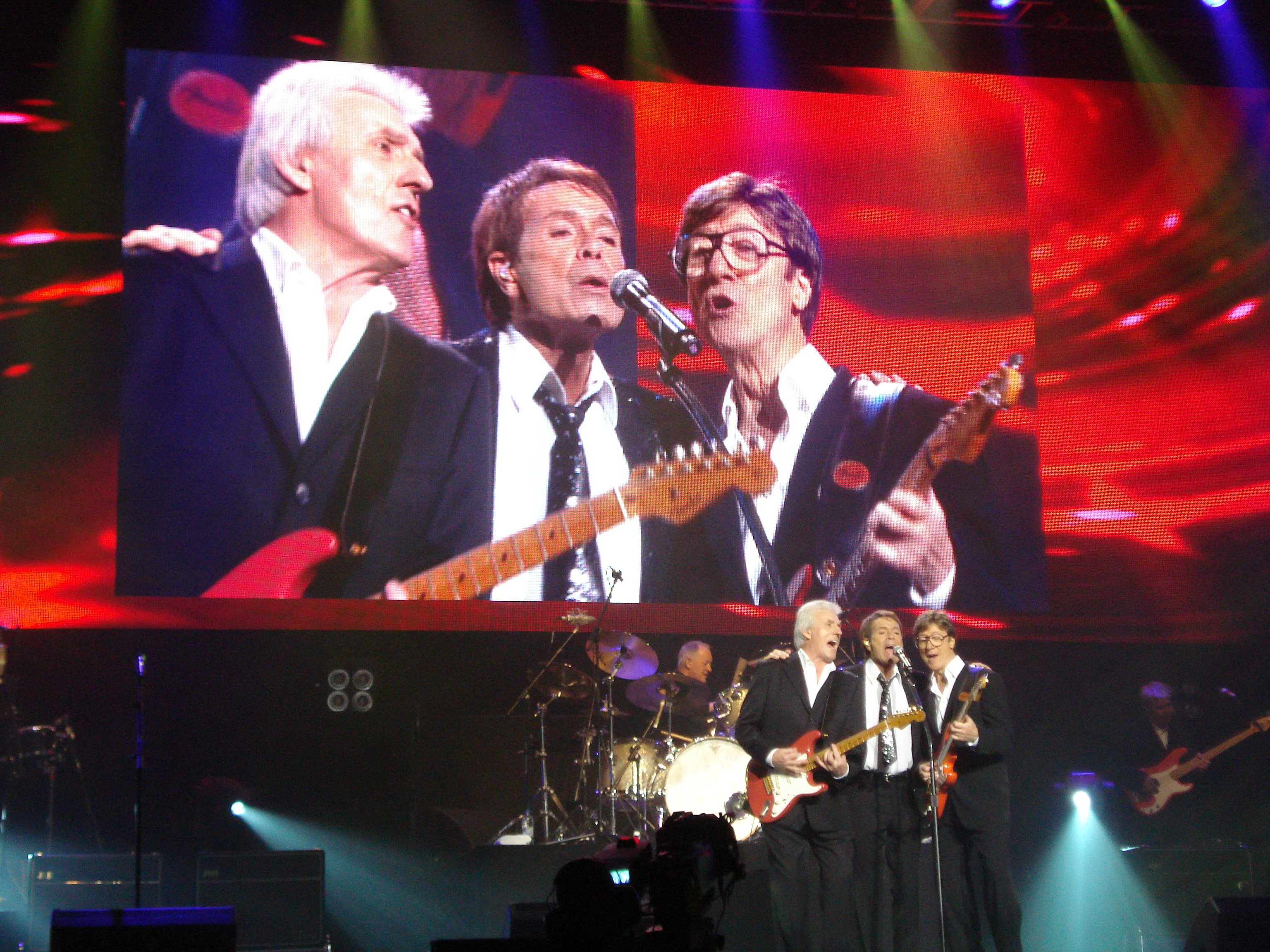
Cliff Richard and The Shadows 2009

  - Agosto: "Move It" (con The Drifters) #2 UK
  - Noviembre: "High Class Baby" (con The Drifters) #7 UK
- 1959
  - Enero: "Livin' Lovin' Doll" (con The Drifters) #20 UK
  - Abril: "Mean Streak" (con The Drifters) #10 UK
  - Abril: "Never Mind" (con The Drifters) #21 UK
  - Julio: "Living Doll" (con The Drifters) #1 UK, #30 US
  - Octubre: "Travelling Light" (con The Shadows) #1 UK
  - Octubre: "Dynamite" (con The Shadows) #16 UK
- 1960
  - Enero: "A Voice In The Wilderness" (con The Shadows) #2 UK
  - Marzo: "Fall In Love With You" (con The Shadows) #2 UK
  - Junio: "Please Don't Tease" (con The Shadows) #1 UK
  - Septiembre: "Nine Times Out Of Ten" (con The Shadows) #3 UK
  - Diciembre: "I Love You" (con The Shadows) #1 UK
- 1961
  - Febrero: "Theme For A Dream" (con The Shadows) #3 UK
  - Junio: "A Girl Like You" (con The Shadows) #3 UK
  - Agosto: "Gee Whiz It's You" (con The Shadows) #4 UK
  - Octubre: "When The Girl In Your Arms Is The Girl In Your Heart" (con The Shadows) #3 UK
- 1962
  - Enero: "The Young Ones" (con The Shadows) #1 UK
  - Mayo: "I'm Looking Out Of The Window" / "Do You Want To Dance" (con The Shadows) #2 UK
  - Agosto: "It'll Be Me" (con The Shadows) #2 UK
  - Noviembre: "The Next Time" / "Bachelor Boy" (con The Shadows) #1 UK, #99 US (sólo "Bachelor Boy")
- 1963
  - Febrero: "Summer Holiday" (con The Shadows) #1 UK
  - Mayo: "Lucky Lips" (con The Shadows) #4 UK, #62 US
  - Agosto: "It's All In The Game" (con The Shadows) #2 UK, #25 US
  - Noviembre: "Don't Talk To Him" (con The Shadows) #2 UK
- 1964
  - Enero: "I'm The Lonely One" (con The Shadows) #8 UK, #92 US
  - Marzo: "I Only Have Eyes For You" #109 US
  - Abril: "Constantly" (con The Shadows) #4 UK
  - Junio: "On The Beach" (con The Shadows) #7 UK
  - Octubre: "The Twelfth Of Never" #8 UK
  - Noviembre: "I Could Easily Fall In Love With You" #6 UK
- 1965
  - Marzo: "The Minute You're Gone" #1 UK
  - Junio: "On My Word" (con The Shadows) #12 UK
  - Agosto: "Time In Between" (con The Shadows) #22 UK
  - Octubre: "Wind Me Up (Let Me Go)" (con The Shadows) #2 UK
- 1966
  - Febrero: "Blue Turns To Grey" (con The Shadows) #15 UK
  - Julio: "Visions" (con The Shadows) #7 UK
  - Octubre: "Time Drags By" (con The Shadows) #10 UK
  - Diciembre: "In The Country" #6 UK
- 1967
  - Marzo: "It's All Over" (con The Shadows) #9 UK
  - Junio: "I'll Come Runnin'" #26 UK
  - Septiembre: "The Day I Met Marie" #10 UK
  - Noviembre: "All My Love" #6 UK
- 1968
  - Marzo: "Congratulations" #1 UK, #99 US
  - Junio: "I'll Love You Forever Today" #27 UK
  - Septiembre: "Marianne" #22 UK
  - Noviembre: "Don't Forget To Catch Me" #21 UK
- 1969
  - Febrero: "Good Times" #12 UK
  - Mayo: "Big Ship" #8 UK
  - Septiembre: "Throw Down A Line" (con Hank Marvin) #7 UK
  - Noviembre: "With The Eyes Of A Child" #20 UK
- 1970
  - Febrero: "The Joy Of Living" (con Hank Marvin) #25 UK
  - Mayo: "Goodbye Sam Hello Samantha" #6 UK
  - Agosto: "I Ain't Got Time Anymore" #21 UK
- 1971
  - Enero: "Sunny Honey Girl" #19 UK
  - Marzo: "Silvery Rain" #27 UK
  - Junio: "Flying Machine" #37 UK
  - Octubre: "Sing A Song Of Freedom" #13 UK
- 1972
  - Febrero: "Jesus" #35 UK
  - Agosto: "Living In Harmony" #12 UK
  - Noviembre: "A Brand New Song"
- 1973
  - Marzo: "Power To All Our Friends" #4 UK, #109 US
  - Abril: "Help It Along" / "Tomorrow Rising" #29 UK
  - Noviembre: "Take Me High" #27 UK
- 1974
  - Abril: "(You Keep Me) Hanging On" #13 UK
- 1975
  - Marzo: "It's Only Me You've Left Behind"
  - Septiembre: "Honky Tonk Angel"
  - Noviembre: "Miss You Nights" #15 UK
- 1976
  - Abril: "Devil Woman" #9 UK, #6 US
  - Julio: "I Can't Ask For Any More Than You" #17 UK, #80 US
  - Noviembre: "Hey Mr Dream Maker" #31 UK
- 1977
  - Febrero: "My Kinda Life" #15 UK
  - Junio: "When Two Worlds Drift Apart" #46 UK; "Don't Turn The Light Out" #57 US
- 1978
  - Enero: "Yes, He Lives!"
  - Julio: "Please Remember Me"
  - Noviembre: "Can't Take The Hurt Any More"
- 1979
  - Febrero: "Green Light" #57 UK
  - Julio: "We Don't Talk Anymore" #1 UK, #7 US
  - Octubre: "Hot Shot" #46 UK
- 1980
  - Enero: "Carrie" #4 UK, #34 US
  - Agosto: "Dreamin'" #8 UK, #10 US
  - Octubre: "Suddenly" (con Olivia Newton-John) #15 UK, #20 US
- 1981
  - Enero: "A Little In Love" #15 UK, #17 US
  - Abril: "Give A Little Bit More" #41 US
  - Agosto: "Wired For Sound" #4 UK, #71 US
  - Noviembre: "Daddy's Home" #2 UK, #23 US
- 1982
  - Julio: "The Only Way Out" #10 UK, #64 US
  - Septiembre: "Where Do We Go From Here" #60 UK
  - Noviembre: "Little Town" #11 UK
- 1983
  - Febrero: "She Means Nothing To Me" (con Phil Everly) #9 UK
  - Abril: "True Love Ways" #8 UK
  - Mayo: "Drifting" (con Sheila Walsh) #64 UK
  - Agosto: "Never Say Die (Give A Little Bit More)" #15 UK, #73 US
  - Noviembre: "Please Don't Fall In Love" #7 UK
- 1984
  - Marzo: "Baby You're Dynamite" / "Ocean Deep" #27/41 UK
  - Septiembre: "Two To The Power" (con Janet Jackson) #83 UK
  - Octubre: "Shooting From The Heart" #51 UK
- 1985
  - Enero: "Heart User" #46 UK
  - Septiembre: "She's So Beautiful" #17 UK
  - Noviembre: "It's In Every One Of Us" #45 UK
- 1986
  - Marzo: "Living Doll" (con 'The Young Ones') #1 UK
  - Mayo: "Born To Rock 'n' Roll"
  - Septiembre: "All I Ask Of You" (con Sarah Brightman) #3 UK
  - Noviembre: "Slow Rivers" (con Elton John) #44 UK
- 1987
  - Junio: "My Pretty One" #6 UK
  - Agosto: "Some People" #3 UK
  - Octubre: "Remember Me" #35 UK
- 1988
  - Febrero: "Two Hearts" #34 UK
  - Noviembre: "Mistletoe & Wine" #1 UK
- 1989
  - Mayo: "The Best Of Me" #2 UK
  - Agosto: "I Just Don't Have The Heart" (producido por Stock, Aitken y Waterman) #3 UK
  - Octubre: "Lean On You" #17 UK
  - Noviembre: "Whenever God Shines His Light" (con Van Morrison) #20 UK
- 1990
  - Febrero: "Stronger Than That" #14 UK
  - Agosto: "Silhouettes" #10 UK
  - Octubre: "From A Distance" #11 UK
  - Noviembre: "Saviour's Day" #1 UK
- 1991
  - Septiembre: "More To Life" (Tema de Piloto Serie de BBCTV) #23 UK
  - Noviembre: "We Should Be Together" #10 UK
  - Diciembre: "This New Year" #30 UK
- 1992
  - Noviembre: "I Still Believe In You" #7 UK
- 1993
  - Marzo: "Peace In Our Time" #8 UK
  - Junio: "Human Work Of Art" #24 UK
  - Septiembre: "Never Let Go" #32 UK
  - Diciembre: "Healing Love" #19 UK
- 1994
  - Noviembre: "All I Have To Do Is Dream" (con Phil Everly) / "Miss You Nights" #14 UK
- 1995
  - Octubre: "Misunderstood Man" #19 UK
  - Noviembre: "Had To Be" (con Olivia Newton John) #22 UK
- 1996
  - Marzo: "The Wedding" (con Helen Hobson) #40 UK
  - Octubre: "Be With Me Always" #52 UK
- 1998
  - Octubre: "Can't Keep This Feeling In" #10 UK
- 1999
  - Julio: "The Miracle" #23 UK
  - Noviembre: "The Millennium Prayer" #1 UK
- 2001
  - Diciembre: "Somewhere Over The Rainbow" / "What A Wonderful World" #11 UK
- 2002
  - Abril: "Let Me Be The One" #29 UK
- 2003
  - Diciembre: "Santa's List" #5 UK
- 2004
  - Octubre: "Somethin' Is Goin' On" #9 UK
  - Diciembre: "I Cannot Give You My Love" #13 UK
- 2005
  - Mayo: "What Car" #12 UK
- 2006
  - Diciembre: "21st Century Christmas" / "Move It" #2 UK
- 2007
  - Octubre: "When I Need You" #38 UK
- 2008
  - Septiembre: "Thank You For A Lifetime" #3 UK
- 2018
  - Octubre: "Rise Up" #1 UK

## Álbumes
- 1959
  - "Cliff" #4 UK
  - "Cliff Sings" #2 UK
- 1960
  - "Me and My Shadows" #2 UK
- 1961
  - "Listen to Cliff" #2 UK
  - "I'm 21 Today" #1 UK
  - "The Young Ones" [soundtrack] #1 UK
- 1962
  - "32 Minutes & 17 Seconds" #3 UK
- 1963
  - "Summer Holiday" [soundtrack] #1 UK
  - "Cliff's Hit Album" #2 UK
  - "When In Spain" #8 UK
  - "Wonderful Life" [soundtrack] # 2 UK
- 1964
  - "Aladdin & His Wonderful Lamp" [pantomima] #13 UK
- 1965
  - "Cliff Richard" #9 UK
  - "More Hits By Cliff" #20 UK
  - "When In Rome"
  - "Love Is Forever" #19 UK
- 1966
  - "Kinda Latin" #9 UK
  - "Finders Keepers" [soundtrack] #6 UK
- 1967
  - "Cinderella" [pantomima] #30 UK
  - "Don't Stop Me Now" #23 UK
  - "Good News" #37 UK
- 1968
  - "Cliff In Japan" #29 UK
  - "Two a Penny" [soundtrack]
  - "Established 1958" #30 UK
- 1969
  - "The Best Of Cliff" #5 UK
  - "Sincerely" #24 UK
  - "Live At The Talk of The Town"
- 1970
  - "About That Man"
  - "His Land" [soundtrack]
  - "Tracks & Grooves" #37 UK
- 1972
  - "The Best Of Cliff Volume 2"
- 1973
  - "Take Me High" [soundtrack]
- 1974
  - "Help It Along"
  - "The 31st of February Street"
- 1975
  - "The Cliff Richard Story" (Box Set)
- 1976
  - "I'm Nearly Famous" #5 UK; #76 US
- 1977
  - "Cliff Richard Live" (Box Set)
  - "Every Face Tells a Story" #8 UK
  - "40 Golden Greats" #1 UK
- 1978
  - "Small Corners" #33 UK
  - "Green Light" #25 UK
- 1979
  - "Thank You Very Much - Reunion Concert At The London Palladium" #5 UK
  - "Rock n' Roll Juvenile" #3 UK
- 1980
  - "I'm No Hero" #4 UK; #80 US
- 1981
  - "Love Songs" #1 UK
  - "Wired For Sound" #4 UK; #132 US
- 1982
  - "Now You See Me... Now You Don't" #4 UK
- 1983
  - "Dressed For The Occasion" #7 UK
  - "Silver" #7 UK
- 1984
  - "From The Heart"
  - "The Rock Connection"
  - "20 Original Greats"
- 1987
  - "The Best Of Cliff Richard And The Shadows" (Box Set)
  - "Always Guaranteed" #5 UK
- 1988
  - "Private Collection: 1979-1988" #1 UK
- 1989
  - "Stronger" #7 UK
- 1990
  - "From A Distance: The Event" #3 UK
- 1991
  - "Together With Cliff Richard" #10 UK
- 1992
  - "Cliff Sings/Me & My Shadows" (2 CD Set)
  - "Listen to Cliff/21 Today" (2 CD Set)
  - "When in Spain/32 Minutes & 17 seconds" (2 CD Set)
  - "Wonderful Life/Aladdin" (2 CD Set)
  - "When In Rome/Cliff Richard" (2 CD Set)
  - "Love is Forever/Kinda Latin" (2 CD Set)
  - "Finders Keepers/Cinderella" (2 CD Set)
  - "Don't stop me now/Good News" (2 CD Set)
  - "Cliff in Japan/Two a Penny" (2 CD Set)
  - "Established 1958/Best of Cliff Richard" (2 CD Set)
  - "Sincerely/Live At The Talk Of The Town" (2 CD Set)
  - "About That Man/His Land" (2 CD Set)
  - "Tracks 'n' Grooves/Best Of Cliff Richard 2" (2 CD Set)
  - "Help It Along/Take Me High" (2 CD Set)
  - "31st Of February Street/I'm Nearly Famous" (2 CD Set)
  - "Every Face Tells A Story/Small Corners" (2 CD Set)
  - "Green Light/Thank You Very Much" (2 CD Set)
  - "Rock 'n' Roll Silver/The Rock Connection" (2 CD Set
  - "My Kinda Life" (French Import)
- 1993
  - "The Album" #1 UK
- 1994
  - "Hymns And Inspirational Songs"
  - "It's A Small World"
  - "Walking In The Light"
  - "The Hit List" #3 UK
- 1995
  - "Live & Guaranteed 1988"
  - "The Winner"
  - "Songs From Heathcliff" #15 UK
  - "The Love Songs Of Cliff Richard"
  - "Carols And Christmas Songs"
- 1996
  - "Cliff At The Movies: 1959-74" #17 UK
  - "Cliff Richard Move It"
- 1997
  - "The Rock n Roll Years" (Box Set)
  - "The Rock n Roll Years" #32 UK
  - "25 of the best of Cliff Richard"
  - "Rockin' with Cliff Richard"
- 1998
  - "The Hits In Between"
  - "Yesterday Today Forever(Gospel Album)"
  - "Real As I Wanna Be" #10 UK
  - "Cliff Richard 1960s"
  - "Cliff Richard 1970s"
  - "Cliff Richard 1980s"
  - "Cliff Richard 1960s-1970s-1980s" (3CD Box Set)
  - "Cliff Richard - The Collection"
- 1999
  - "The Best of Cliff Richard & The Shadows" (5 CD set)
- 2000
  - "On the Continent" [Import](Box set)
  - "The Whole Story: His Greatest Hits" #7 UK
- 2001
  - "Cliff/Cliff Sings (2 CD Set)"
  - "21 Today/32 Minutes & 17 Seconds" (2 CD Set)
  - "Me & My Shadows/Listen to Cliff" (2 CD Set)
  - "Wanted" #11 UK
- 2002
  - "Cliff in the 50's"
  - "Cliff in the 90's"
  - "Live at the ABC Kingston 1962"
  - "The Singles Collection" (Box Set)
- 2003
  - "Rockspel"
  - "Summer Holiday" [Original Soundtrack/Remastered Special Edition]
  - "Cliff Sings The Standards"
  - "My Songs"
  - "Cliff At Christmas" #9 UK
- 2004
  - "The World Tour"
  - "Something's Goin' On" #7 UK
- 2005
  - "For Life" [Import]
  - "The Platinum Collection"
- 2006
  - "Two´s Company: The Duets" #8 UK
- 2007
  - "Love - The Album" #13 UK

## Libros
"The way I see it"(1968), publicado por Hodder and Stoughton Limited.